# Південна провінція Хванхе
Півде́нна прові́нція Хванхе́ (кор. 黄海南道, 황해남도, Хванхе-намдо) — провінція Корейської Народної Демократичної Республіки.
Розташована на заході Корейського півострова, на південному заході Республіки. Омивається водами Жовтого моря. Утворена 1949 року на основі західної частини історичної провінції Хванхе. 
Адміністративний центр — місто Хеджу. Скорочена назва — Хванхе-Південь (кор. 黄南, 황남, Хваннам).